# Старозагорско въстание
Старозагорското въстание е опит на Българския революционен централен комитет да организира общо въоръжено въстание в Българско през септември 1875 г.

## Подготовка
Избухването на въстанието в Босна и Херцеговина и изострянето на Източния въпрос спомагат да се пристъпи към революционна обстановка и в българските земи. На 12 август 1875 г. БРЦК взима решение за подготовка на всенародно въстание. Определени са 5 въстанически окръга: Русенско-Шуменски, Търновски, Старозагорски, Сливенски и Ловешко-Троянски. За център на въстанието се избира Стара Загора с ръководител Стефан Стамболов, тъй като старозагорският комитет е най-силен.

## Ход на въстанието

### Подготовка на въстанието
Някои членове на комитета обаче се противопоставят на въстанието като ненавременно. Също така младите революционери провяват склонност към наивитет; голяма част от старите воеводи провяват позьорство напр. в свое писмо от 30 август 1875 г. Ботев известява Панталей Кисимов, че „Панайот (Хитов) ще да мине с 2000 души през Сърбия“. Впоследствие Хитов не взима участие в Старозагорското въстание.  Вероятно е разчитал на сръбско-турска война, но такава не се отваря. (Подобни позьорски клетви има и от дядо Никола - само че за 700 души) Преди това Хитов успява да изиска да му се плати една солидна сума, която да се предаде като пенсия на вдовицата му - т.е. като един вид социална застраховка. Според Захарий Стоянов "Той докопчил от комитета около 250 жълтици, уж да събира чета, с които избяга в Сърбия, като си купи от Румъния лозови пръчки, да си сади лозе в Белград!"  По подобен начин воеводите Димитър Николов, Спиридон Танев, Стоян Вичюв и Панчо Македонецът искат да им се изплатят по 1000 наполеона на всеки, преди да изведат четници. Впоследствие само последният действително излиза на бунт. Освен това отделни революционни дейци проявят малодушие. 

### Ход на въстанието
Поради изброените причини в уречения ден 16 септември в Стара Загора се събира твърде малък брой четници. Към всичко това се добавя несъгласуваност в действията на революционерите. Около 40-50 души са се събрали на Чадър могила,  но не успяват да се организират преди да се появи четата на Стамболов/Икономов; губят кураж и се пръсват по селата си.
Основно се надигат селата около Стара Загора. Оттук и идва името Заарско/Старозагорско въстание. Над 800 души участват в образуваните 6 големи селски чети.{{проверка}} Някои от четите пристигат в околностите на Стара Загора в очакване да се присъединят към въстаниците от града. Водят се тежки сражения около селата Обручище, Самуилово и Елхово. Четите на Руси Бакърджията (100 – 120 души) и на Стефан Чифутов (105 души) водят сражения с турците в околностите на с. Елхово. Едновременно с това въстание в Шуменско и Русенско (Червеноводска въстаническа чета) действат 2 малки чети, които обаче скоро се разпадат, когато става ясен неуспехът на въстанието. Стою Филипов на свой ред успява да повдигне на оръжие около 200 души в Чирпанското село Кара Терзeлий, но след като към тях не се присъденил никой, четата била разпусната.
В крайна сметка някои от апостолите се скриват (З.Стоянов), а повечето емигрират от страната (Ст.Стамболов, П.Волов,Г.Икономов, Г.Апостолов и пр.), но други като братята Михаил и Георги Жекови, не успяват да се спасят. Преследвани от башибозушка потеря, братята се скриват в плевня. След кратка стрелба башибозуците подпалват плевнята. Георги решава да се предаде и е застрелян от брат си, а Михаил излиза да се бие и е застрелян.

## Последици
Старозагорското въстание дава явен знак, че на дневен ред е освобождението на българския народ. То е проверка на силите за по-мащабна освободителна акция – Априлското въстание през следващата 1876 г., която ще привлече вниманието на Великите сили. През 1875 г. в Одеса се създава комитет за помощ на балканските народи за освобождение.
След въстанието следват мащабни наказателни мерки от страна на османските власти. Около 800-900 души са арестувани (сред които и част от организаторите на въстанието) и наказани, включително със смърт.  Според З.Стоянов "в тяхното число влизаха и истинските бунтовници, и благоразумните, и учените, селяни, граждани и пр. Правителството не правеше разлика между поп Ивана, който не искаше да ни причасти, и между Господин Михайловски, който ни излъга, преди да излезем" .   Мнозинството от апостоли - революционери емигрират в Румъния, където на 30 септември БРЦК се разпуска, а З.Стоянов забягва в Харманли където 9 месеца е укриван от Ради Иванов.

## Участници
39-тимата участници във въстанието са изброени на Паметника на участниците в Старозагорското въстание.
- Иван Владиков – Владиката
- Колю Ганчев
- Стефан Стамболов
- Иван Хаджидимитров
- Господин Михайловски
- Стефан Чифудов
- Христо Шикиров
- Руси Аргов
- Никола Райнов – Пантата
- Захарий Стоянов
- Тома Кърджиев
- Георги Икономов
- Георги Стоев
- Панайот Волов
- Стою Ранделов
- Иван Андонов

## Памет
На Старозагорското въстание е наречена улица в кварталите „Надежда I“ и „Надежда II“ в София (Карта).